# Instituto Vasco de Estadística

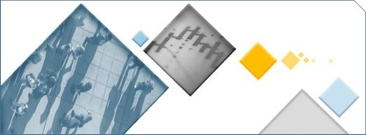
EUSTAT - Euskal Estatistika Erakundea

El Instituto Vasco de Estadística (Eustat) fue creado el 25 de noviembre de 1986 bajo el Decreto 251/1986, BOPV n.º 236 de 29 de noviembre de 1986. Es un organismo autónomo del Gobierno Vasco adscrito al Departamento de Economía y Hacienda. Su función es recoger, analizar y difundir la información estadística oficial sobre aquellos aspectos de la sociedad y de la economía vasca que se le encomienden. Realiza actividades de investigación y desarrollo, formación y apoyo metodológico y colabora con universidades, instituciones estatales y Eurostat. 
Su labor está sujeta a la Ley Orgánica de Protección de Datos de Carácter Personal de España que garantiza que Eustat no facilita informaciones que puedan identificar o individualizar a sus informantes, protegidos por el secreto estadístico. Actúa como coordinador de dos órganos consultivos, la Comisión Vasca de Estadística, en la que participan los Departamentos del Gobierno Vasco, las Diputaciones Forales y los Ayuntamientos como organismos productores, y el Consejo Vasco de Estadística, en el que también participan todos los agentes sociales y representantes de la sociedad.
Sus operaciones estadísticas se fijan en los planes que cada cuatro años aprueba el Parlamento Vasco y se desarrollan a través de los Programas Estadísticos Anuales. En el Plan Vasco de Estadística correspondiente al periodo 2005-2008 se abordaron 180 operaciones.

## Servicios
- Servicio de Información
- Peticiones de información estadística a medida
- Información estadística en la web
- Banco de datos
- Venta de publicaciones
- Servicio de asistencia metodológica